# Монте Сант’Анђело
Монте Сант’Анђело (итал. Monte Sant'Angelo) је насеље у Италији у округу Фођа, региону Апулија.
Према процени из 2011. у насељу је живело 12482 становника. Насеље се налази на надморској висини од 774 м.

## Географија
| Клима (Монте Сант’Анђело)   | Клима (Монте Сант’Анђело) | Клима (Монте Сант’Анђело) | Клима (Монте Сант’Анђело) | Клима (Монте Сант’Анђело) | Клима (Монте Сант’Анђело) | Клима (Монте Сант’Анђело) | Клима (Монте Сант’Анђело) | Клима (Монте Сант’Анђело) | Клима (Монте Сант’Анђело) | Клима (Монте Сант’Анђело) | Клима (Монте Сант’Анђело) | Клима (Монте Сант’Анђело) | Клима (Монте Сант’Анђело) |
| Показатељ \ Месец           | .Јан.                     | .Феб.                     | .Мар.                     | .Апр.                     | .Мај.                     | .Јун.                     | .Јул.                     | .Авг.                     | .Сеп.                     | .Окт.                     | .Нов.                     | .Дец.                     | .Год.                     |
| --------------------------- | ------------------------- | ------------------------- | ------------------------- | ------------------------- | ------------------------- | ------------------------- | ------------------------- | ------------------------- | ------------------------- | ------------------------- | ------------------------- | ------------------------- | ------------------------- |
| Апсолутни максимум, °C (°F) | 18,4 (65,1)               | 19,2 (66,6)               | 24,6 (76,3)               | 25,4 (77,7)               | 31,6 (88,9)               | 36,2 (97,2)               | 36,6 (97,9)               | 38,8 (101,8)              | 34,2 (93,6)               | 28,6 (83,5)               | 24,0 (75,2)               | 20,0 (68)                 | 38,8 (101,8)              |
| Средњи максимум, °C (°F)    | 6,5 (43,7)                | 6,6 (43,9)                | 9,5 (49,1)                | 12,8 (55)                 | 18,6 (65,5)               | 22,8 (73)                 | 25,7 (78,3)               | 25,9 (78,6)               | 20,9 (69,6)               | 16,6 (61,9)               | 10,9 (51,6)               | 7,3 (45,1)                | 25,9 (78,6)               |
| Средњи минимум, °C (°F)     | 2,1 (35,8)                | 1,6 (34,9)                | 3,9 (39)                  | 6,4 (43,5)                | 11,5 (52,7)               | 15,2 (59,4)               | 17,8 (64)                 | 18,2 (64,8)               | 14,4 (57,9)               | 11,0 (51,8)               | 6,2 (43,2)                | 3,2 (37,8)                | 1,6 (34,9)                |
| Апсолутни минимум, °C (°F)  | −8,6 (16,5)               | −7,2 (19)                 | −7,8 (18)                 | −4,0 (24,8)               | 0,1 (32,2)                | 4,8 (40,6)                | 9,6 (49,3)                | 9,8 (49,6)                | 4,9 (40,8)                | −1,2 (29,8)               | −3,4 (25,9)               | −8 (18)                   | −8,6 (16,5)               |
| Количина падавина, mm (in)  | 47,2 (18,58)              | 35,8 (14,09)              | 43,5 (17,13)              | 49,2 (19,37)              | 35,0 (13,78)              | 52,8 (20,79)              | 32,8 (12,91)              | 36,6 (14,41)              | 64,7 (25,47)              | 49,7 (19,57)              | 67,1 (26,42)              | 73,1 (28,78)              | 587,5 (231,3)             |
| [ тражи се извор ]          |                           |                           |                           |                           |                           |                           |                           |                           |                           |                           |                           |                           |                           |

## Становништво
| 1931.  | 1936.  | 1951.  | 1961.  | 1971.  | 1981.  | 1991.  | 2001.  | 2011.  |
| ------ | ------ | ------ | ------ | ------ | ------ | ------ | ------ | ------ |
| 20.805 | 21.413 | 22.578 | 21.601 | 18.388 | 17.011 | 15.082 | 13.917 | 13.098 |